# Larzonska naturreservatet
Larzonska naturreservatet är ett naturreservat i Bollnäs kommun i Gävleborgs län.
Området är naturskyddat sedan 2013 och är 10 hektar stort. Reservatet ligger på en höjdrygg och består av hällmarkstallskog. 